# Erika Milikauskaitė
Erika Milikauskaitė (* 6. Juli 1982) ist eine litauische Badmintonspielerin. 

## Karriere
Erika Milikauskaitė wurde in den Jahren 1999, 2000 und 2002 nationale Titelträgerin in Litauen. 2001 siegte sie bei den Lithuanian International. 1999 nahm sie an den Badminton-Weltmeisterschaften und wurde dort 33. im Damendoppel.

## Sportliche Erfolge
| Saison | Veranstaltung                    | Disziplin   | Platz | Name                                    |
| ------ | -------------------------------- | ----------- | ----- | --------------------------------------- |
| 1998   | Litauen: Juniorenmeisterschaften | Dameneinzel | 1     | Erika Milikauskaitė                     |
| 1998   | Litauen: Juniorenmeisterschaften | Damendoppel | 1     | Erika Milikauskaitė / Ugnė Urbonaitė    |
| 1999   | Litauen: Juniorenmeisterschaften | Damendoppel | 1     | Erika Milikauskaitė / Ugnė Urbonaitė    |
| 1999   | Litauen: Einzelmeisterschaften   | Dameneinzel | 1     | Erika Milikauskaitė                     |
| 2000   | Litauen: Juniorenmeisterschaften | Damendoppel | 1     | Erika Milikauskaitė / Ugnė Urbonaitė    |
| 2000   | Litauen: Einzelmeisterschaften   | Dameneinzel | 1     | Erika Milikauskaitė                     |
| 2001   | Lithuanian International         | Damendoppel | 1     | Neringa Karosaitė / Erika Milikauskaitė |
| 2001   | Litauen: Juniorenmeisterschaften | Dameneinzel | 1     | Erika Milikauskaitė                     |
| 2001   | Litauen: Juniorenmeisterschaften | Damendoppel | 1     | Erika Milikauskaitė / Ugnė Urbonaitė    |
| 2002   | Litauen: Einzelmeisterschaften   | Dameneinzel | 1     | Erika Milikauskaitė                     |